# Libertad SFC
El AC Libertad Socialista Fútbol Club es un equipo de fútbol venezolano, tiene su base en la ciudad de San José de Guanipa en el Estado Anzoátegui. Juega de local en el Centro Cultural Español de El Tigre y actualmente milita en la Tercera División de Venezuela.
El club ha sido escuela de fútbol menor en la zona sur del Estado Anzoátegui desde el 2006. Ha militado en distintos torneos de la Federación Venezolana de Fútbol.

## Jugadores

### Plantilla 2015
- = Lesionado de larga duración
- = Lesionado leve.
- = Capitán